# Joe Borg
Joseph Borg (19 de marzo de 1952) es un político y diplomático maltés, afiliado al democristiano Partido Nacionalista, fue Comisario Europeo de Pesca y asuntos marítimos entre 2004 y 2009. Antes había ocupado brevemente la Comisaría de Desarrollo y ayuda humanitaria.
Borg jugó un papel destacado en el proceso de adhesión de su país a la Unión Europea en 2004, al coordinar las negociaciones tras la victoria de su partido en las elecciones de 1998 con la promesa de finalizar la adhesión. Comenzó su carrera política como asesor del ministro de Asuntos Exteriores para Asuntos Europeos de 1989 a 1995. Ese año comenzó su carrera política, que renovaría en 1996, 1998 y 2003. Ha participado en diversos gobiernos malteses como ministro, primero de Industria (1996-1998) y luego como ministro de Exteriores (1999-2004). En 2004 fue nombrado por el gobierno maltés, y luego refrendado por el Parlamento Europeo, como el primer Comisario Europeo de su país.